# Hydrolaetare schmidti
Hydrolaetare schmidti är en groddjursart som först beskrevs av Cochran och Coleman J. Goin 1959.  Hydrolaetare schmidti ingår i släktet Hydrolaetare och familjen tandpaddor. IUCN kategoriserar arten globalt som livskraftig. Inga underarter finns listade i Catalogue of Life.